# Camillo II Borghese
Dom Camillo Filippo Ludovico Borghese, Thân vương xứ Sulmona và Rossano, Công tước và Thân vương xứ Guastalla (19 tháng 07 năm 1775 - 09 tháng 05 năm 1832) là một thành viên của Gia tộc Borghese, được biết đến nhiều nhất vì là em rể của Napoléon Bonaparte.
Borghese kết hôn với em gái của Hoàng đế Napoléon, Pauline Bonaparte vào năm 1803, điều này dẫn đến việc Napoléon đã tặng cho ông nhiều tước vị. Sau thất bại của Napoléon, Borghese bỏ lại vợ và trốn khỏi Pháp. Do đó, ông đã bị Napoléon tước bỏ các danh hiệu đã ban cho ông, mặc dù ông vẫn giữ các tước vị của tổ tiên mình. Ông qua đời tại Florence ở tuổi 56 và không rõ nguyên nhân cái chết.
Ngoài các tước vị hoàng gia dưới thời Đệ Nhất Đế chế Pháp, Camillo còn là tướng sư đoàn của Quân đội Đế quốc Pháp, ông là sư đoàn trưởng của các sư đoàn 27 và 28.

## Tiểu sử

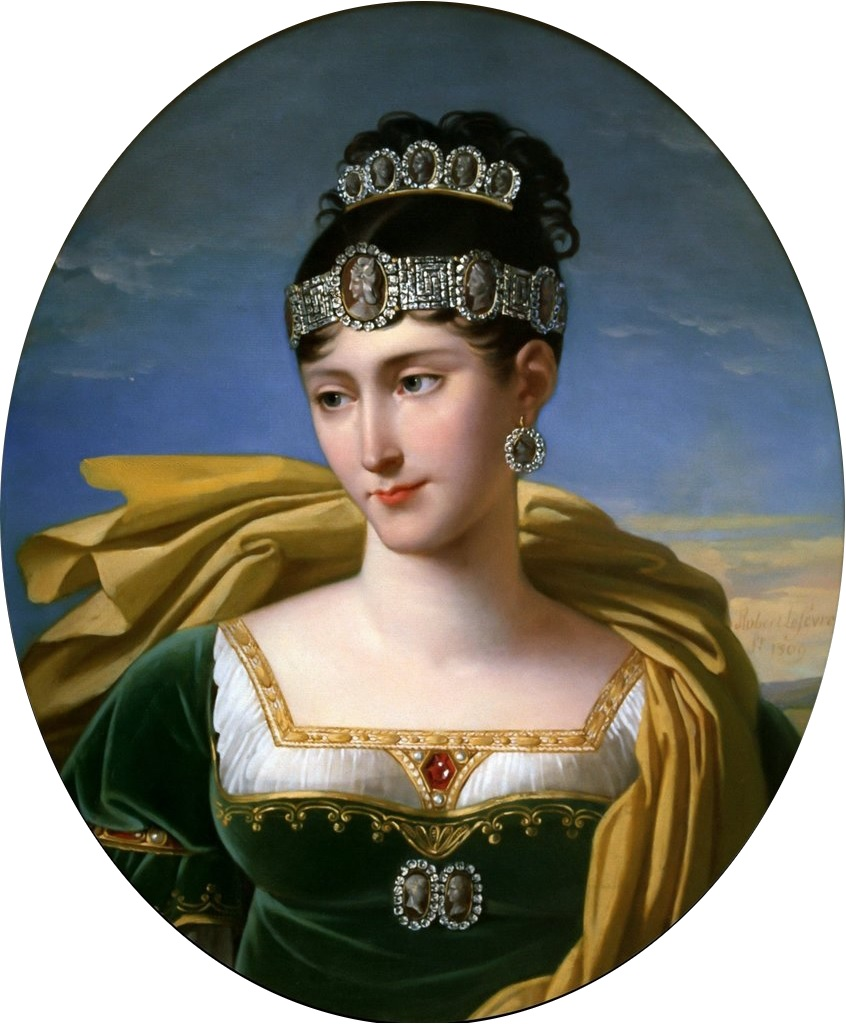
Pauline Bonaparte, vợ của Camillo

Huy hiệu của Camillo Borghese

Camillo Borghese sinh ra ở Rome, là con trai của Marcantonio Borghese, Thân vương thứ 5 xứ Sulmona (người ủng hộ Napoleon nhiệt thành), và anh trai của Francesco (1776 - 1839), Thân vương xứ Aldobrandini. Ông nhập ngũ vào quân đội Pháp năm 1796 và trở thành người chồng thứ 2 của Pauline Bonaparte, em gái của Napoléon vào năm 1803 (sau cái chết của người chồng đầu tiên của bà, Charles Leclerc).
Ông được phong làm thân vương của Đệ Nhất Đế chế Pháp vào năm 1804, trở thành quân nhân trong Lực lượng bảo vệ Hoàng gia vào năm 1805 Ngày 10 tháng 2 năm 1805, ông được trao Huân chương Bắc Đẩu Bội tinh., và sau này là tướng sư đoàn. Ông trở thành Công tước xứ Guastalla vào năm 1806, và chỉ huy Sư đoàn 27 và 28 của Quân đội Pháp vào năm 1809.
Cuộc sống hôn nhân của Camillo và Pauline không hề hạnh phúc, họ sống riêng nhưng không ly hôn. Pauline đã thuyết phục anh trai Napoleon trao cho Camillo chức thống đốc Piedmont vào năm 1808 và quyền giám hộ Giáo hoàng Piô VII, lúc đó như là tù nhân bị giam lỏng của Napoleon.
Napoléon đã buộc Camillo phải bán 344 tác phẩm từ bộ sưu tập nghệ thuật của gia đình ông cho nhà nước Pháp với giả khoảng 3 triệu franc, lưu giữ tại Tu viện Lucedio gần Turin, có giá trị ước tính khoảng 4 triệu franc. Bộ sưu tập của ông hiện được lưu giữ tại Louvre ở Paris.. Sau sự sụp đổ của Napoleon, Camillo đã bỏ vợ mình ở Pháp để đến Florence để tránh bị giáo hoàng ra hình phạt tước quyền khỏi các lãnh thổ thừa kế của mình trên đất Ý (một hình phạt thông thường dành cho những người ủng hộ Nhà Bonaparte). Camillo cũng bị buộc phải rời bỏ chức vụ "Thống đốc Piedmont" vào năm 1814 sau khi Vương quốc Piedmont được khôi phục lại. Ông cũng bị buộc phải từ bỏ tước hiệu Thân vương của Đế chế Pháp trong cùng năm.
Sau 10 năm ở Florence cùng người tình, ông đã miễn cưỡng thuyết phục giáo hoàng nhận Pauline trở lại làm vợ, chỉ 3 tháng trước khi cô qua đời vì bệnh ung thư. Sau đó, ông tiếp tục thực hiện các âm mưu bí mật và vô ích của những người theo chủ nghĩa Bonaparte cho đến khi ông qua đời vào năm 1832.
Trong thời gian làm Thân vương Sulmona và Rossana, Camillo được coi là Thân vương La Mã giàu nhất thời bấy giờ. Gia đình ông cũng dính líu nặng nề đến vụ sát hại Tướng Duphot năm 1798.

## Ảnh hưởng lịch sử
Tuy là một tướng trong quân đội Pháp, nhưng ông không được nhớ đến trong các cuộc Chiến tranh Napoléon, tuy nhiên vì là một thành viên Hoàng gia, với vai trò là em rễ của Napoleon, ông được nhắc đến nhiều như là một Thân vương của Đế quốc Pháp, thống đốc của Piedmont, Công tước của Guastalla.